# 二本柳寛
二本柳 寛（にほんやなぎ ひろし、1917年〈1912年説もあり〉11月20日 - 1970年1月28日）は、日本の俳優である。本名及び旧芸名は黒井 洵（くろい じゅん）。戦中戦後、主に敵役として活躍した二枚目俳優である。

## 来歴・人物
1917年（大正6年）11月20日、北海道札幌市に生まれる。横浜高等工業学校（1951年廃校）を卒業。
1933年（昭和8年）、劇団築地座に入団し、『三人姉妹』で初舞台を踏む。ところが、同劇団は1936年（昭和11年）に解散し、その後は東京中央放送局（現在の日本放送協会）に入社し、そのまま終戦を迎える。この間、本名の黒井洵名義で1942年（昭和17年）に公開された東宝映画製作の山本嘉次郎監督映画『ハワイ・マレー沖海戦』と、1943年（昭和18年）に製作された満州映画協会・東宝映画共作の島津保次郎監督映画『誓ひの合唱』『私の鶯』の3本の映画に出演しているが、1979年（昭和54年）に発行された『日本映画俳優全集 男優編』など、ほとんどの資料では戦後に映画初出演としている。また、日本映画データベースでは黒井旬と記載されているが、誤りである。
1947年（昭和22年）、本名で松竹京都撮影所製作の高木孝一・沢田正平両監督映画『踊り子劇場』に出演し、芸能界に復帰。1948年（昭和23年）、大映に入社。芸名も二本柳寛と改名して、1949年（昭和24年）2月に公開された安田公義監督映画『最後に笑う男』で主演を務めた滝沢修の敵役が入社第一作となる。また、本作は京マチ子にとっても大映入社第1作でもあった。二枚目ぶりと重厚な演技がたちまち注目され、1949年（昭和24年）公開の森一生監督映画『地下街の弾痕』で早くも主演に抜擢（）され、再び京マチ子と共演。続いて同年公開の森一生監督映画『わたしの名は情婦』では、水戸光子演じる麻薬強盗の情婦に取材したのがきっかけで、新聞記者の域を超えて彼女の更生に努力する男を熱演して、スケールの大きな二枚目俳優として大成する事が期待される。以後も森一生監督作品に多く出演していたが、1951年（昭和26年）に惜しまれながら退社した。
退社後は早々と脇役に回り、同年に東宝へ入社するが、わずか1年ほどで退社してフリーとなる。以後も多数の作品に主演・助演し、あまり目立たない役が多かったが、1951年（昭和26年）に公開された松竹大船撮影所製作の小津安二郎監督映画『麦秋』では原節子演じる間宮紀子の戦死した兄の親友役、同年の東宝製作の成瀬巳喜男監督映画『めし』では原節子演じる岡本三千代の従兄役、1954年（昭和29年）に公開された新星映画社製作の山本薩夫監督映画『太陽のない街』では組合指導者・萩村を好演するなど、名匠の作品でも堅実な演技力を見せた。1956年（昭和31年）、今度は日活へ移籍。日活名物のアクション映画に脇役として多く出演した。また、テレビドラマにも出演している。
1970年（昭和45年）1月28日、創映プロダクションが製作した萩原遼監督映画『やくざ非情史 血の決着』の封切りを待たずに、東京都品川区の昭和大学病院で心不全のため死去した。52歳没。ただし『日本映画俳優全集 男優編』など、一部の資料では1967年（昭和42年）公開の江崎実生監督映画『黄金の野郎ども』を最後に日活を退社としている。

## 出演
- ハワイ・マレー沖海戦 (1942年)
- めし (1951年)
- 麦秋　(1951年)
- 舞姫 (1951年)
- 風船(1956年)
- しあわせはどこに(1956年)
- 地底の歌 (1956年)
- 人間魚雷出撃す (1956年)
- 川上哲治物語 背番号16 (1957年)
- ジャズ娘誕生 (1957年)
- 明日は明日の風が吹く
- 赤い波止場
- 南国土佐を後にして (1959年)
- 大学の暴れん坊 (1959年)
- 逃亡者 (1959年)
- 二連銃の鉄（1959年、日活）
- 都会の空の用心棒
- 霧笛が俺を呼んでいる (1960年)
- 拳銃無頼帖　不敵に笑う男
- 拳銃無頼帖　抜き射ちの竜

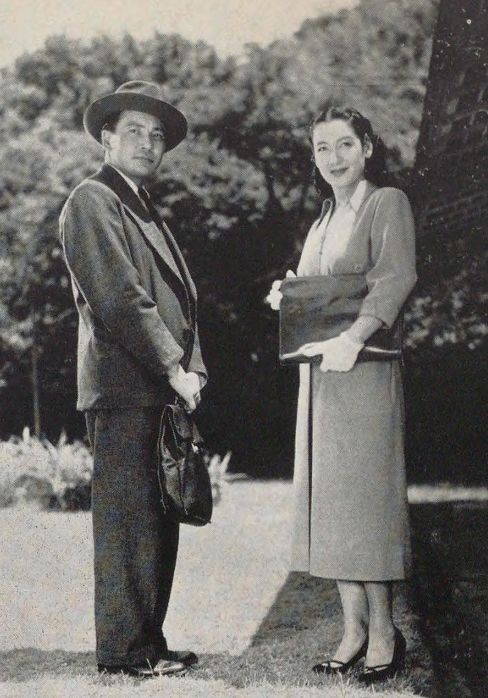
『麦秋』（1951年）

- 銀座旋風児 目撃者は彼奴だ（1960年、日活）
- 海から来た流れ者（1960年、日活）
- 白い閃光（1960年、日活）
- 人間の條件 完結篇 (1961年)
- 高原児 (1961年、日活)
- 北帰行より 渡り鳥北へ帰る (1962年、日活)
- 男と男の生きる街 (1962年)
- 青い街の狼 (1962年)
- ひとり狼 (1962年)
- 無宿人別帳 (1963年)
- 男の紋章 喧嘩状 (1964年)
- 生きている狼 (1964年、日活)
- 拳銃無頼帖 流れ者の群れ (1965年)
- 拳銃無宿 脱獄のブルース (1965年)
- あばれ騎士道 (1965年、日活)
- ぜったい多数 (1965年、松竹)
- 夜霧の慕情 (1966年、日活)
- 網走番外地 南国の対決 (1966年)
- 若親分あばれ飛車 (1966年、大映)
- 夜霧よ今夜も有難う (1967年、日活)
- 日本のいちばん長い日 (1967年)
- 解散式（1967年、東映）
- 黄金の野郎ども (1967年、日活)
- 超高層のあけぼの
- やくざ非情史 血の決着など

### テレビドラマ
- 特別機動捜査隊 第264話「晴れた朝が憎い」（1966年、NET / 東映）- 長瀬
- 秘密指令883（1967-68年、フジテレビジョン / 大映テレビ室）
  - 第8話「富士への追跡」- 九十九
  - 第12話「初陽が海にもえるとき」- 落合教授
- 戦え! マイティジャック 第4話「とられたものはとりかえせ!!」（1968年、フジテレビジョン / 円谷プロ） - 西村博士
- ブラックチェンバー 第2話「殺し屋を消せ」（1969年、フジテレビジョン / 東映）
- 素浪人花山大吉 第18話「渦まで左に巻いていた」（1969年、NET / 東映）